# 퉁화 제일중고등학교
퉁화시 제1중학(通化市 第一中学)은 중화인민공화국 둥베이 지역 지린 성 퉁화에 있는 공립 중고등학교이다.

## 교내 주요 연혁
- 1888년 2월 8일 청나라 덕종 광서제(德宗 光緖帝) 치세 시절 리훙장(李鴻章)과 서태후(西太后)의 건의로 인하여 퉁화 중학당(通化中學堂)으로 첫 개교.
- 1912년 2월 12일을 기하여 청나라가 멸국되고 중화민국 국민정부가 창건되면서 1912년 2월 15일을 기하여 퉁화 국민중학교(通化國民中學校)로 교명 개칭.
- 1932년 3월 1일을 기하여 만주국이 창건되면서 그 다음날인 1932년 3월 2일을 기하여 퉁화 국민중학당(通化國民中學堂)으로 교명 재개칭.
- 1945년 8월 18일을 기하여 만주국이 멸국됨과 함께 만주국이 중화민국 국민정부 대륙 본토 체제에 복속되면서 1945년 8월 25일을 기하여 퉁화 제일국민중학당(通化第一國民中學堂)으로 세번째 교명 개칭.
- 1949년 10월 1일, 중화민국 국민정부 체제가 타이완에 망명 후 대륙 본토에 중공 인민정부 수립이 되면서 1949년 10월 12일을 기하여 퉁화 제1중고등학교(通化第一中高等學校)로 네번째 교명 개칭.
- 1956년 2월 29일을 기하여 중화인민공화국 둥베이 지역 지린 성 옌볜 자치주 룽징에도 분교 8개교 설치.
- 1956년 8월 29일을 기하여 중화인민공화국 둥베이 지역 지린 성 지린에도 분교 3개교 설치.
- 1958년 2월 8일을 기하여 중화인민공화국 둥베이 지역 지린 성 옌볜 자치주 옌지에도 분교 2개교 설치.